# Henning Jensen
Henning Jensen (ur. 17 sierpnia 1949 w Nørresundby, zm. 4 grudnia 2017) – duński piłkarz, występujący przed laty na pozycji cofniętego napastnika.

## Sukcesy

### Borussia Mönchengladbach
- DFB-Pokal (1): 1972/73,
- Bundesliga (2): 1974/1975 i 1975/1976,
- Puchar UEFA (1): Puchar UEFA (1974/1975).

### Real Madryt
- Primera División (2): 1977/1978 i 1978/1979.

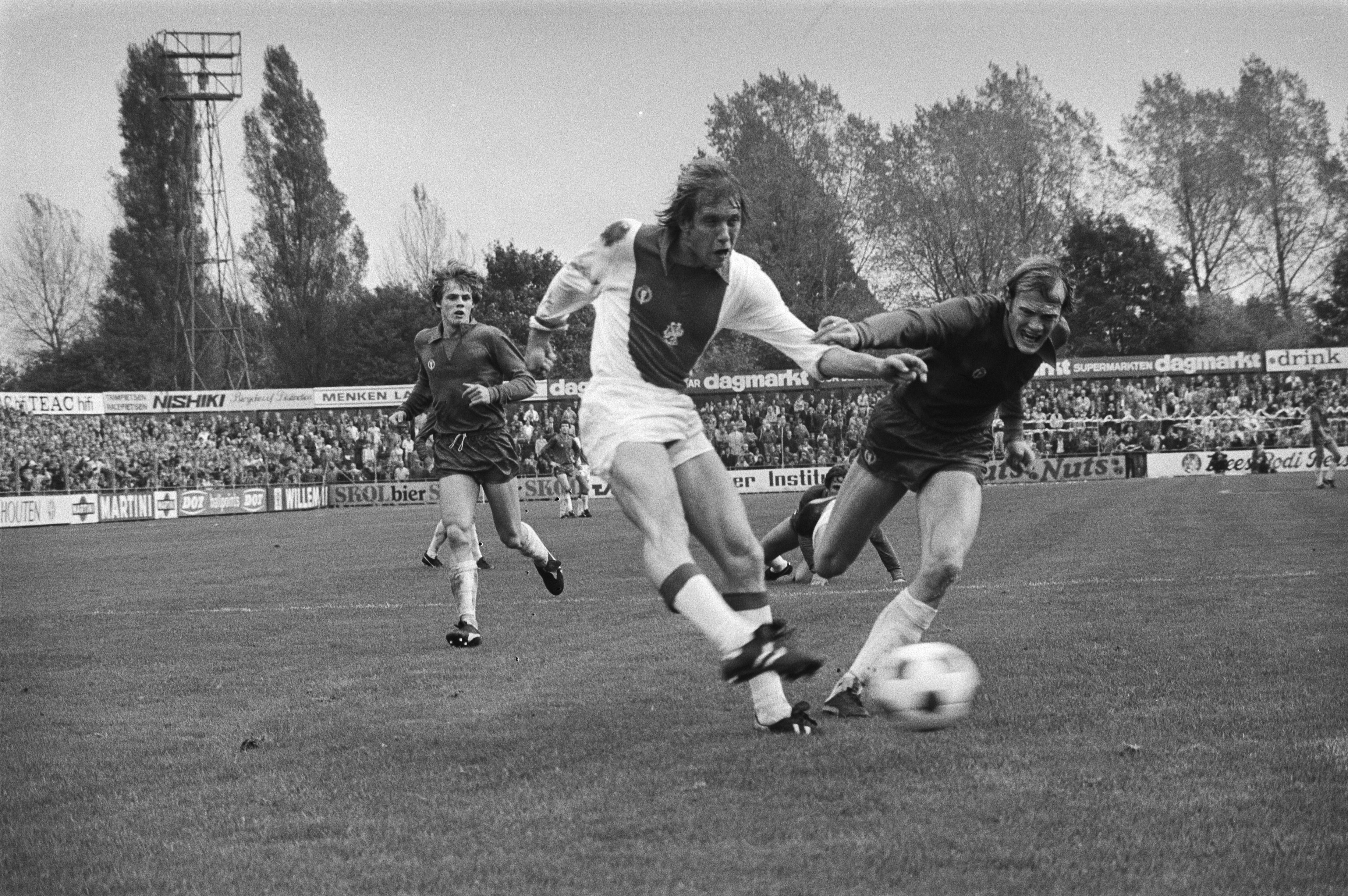
Jensen jako gracz Ajaxu.

### AFC Ajax
- Eredivisie (1): 1979/1980.